# Ancalites
El término ancalites se usa para nombrar a una tribu celta que habitaba en el área del valle del Támesis y sus alrededores. Hay poca evidencia de su existencia más allá de los escritos de Julio César como De Bello Gallico (La Guerra de las Galias). Existe cierta evidencia de que los Ancalites habitaron los alrededores de Henley-on-Thames, Oxfordshire, aunque esto no puede ser realmente comprobado.

## Nombre
El nombre de los ancalites probablemente se refiere al tipo de escudo protector preferido por la gente del sudeste en particular, especialmente notable quizás en los emisarios de esta tribu. Ancali se refiere a un escudo pequeño y redondo.

## Invasión y rendición
Julio César llevó a cabo su segunda invasión a Bretaña en el 54 a. C. con el pretexto de ofrecer ayuda a su aliado, el rey Mandubracio de los trinovantes, después de que el rey Casivelono lo depusiera, y aunque fue considerada como un éxito, la armada romana sólo llegó a la actual Londres, y realmente no impuso su autoridad. El rey Casivelono, de los catuvellaunos, ejerció la mayor oposición a la ocupación romana, organizando incursiones de guerrilla y batallas abiertas. Esto dividió el valle del Támesis en dos, como lo registra Julio César.
Cinco emisarios arribaron al campo romano con propuestas de paz, aunque no está claro si los romanos apreciaron diferencia entre la paz y la rendición. Los romanos pidieron rehenes, pues esto aseguraría la fidelidad de las tribus, pero según los registros los ancalites no entregaron ninguno.
Julio César registra a las otras tribus como cenimagnos (posteriormente identificadas con los Icenos), los segoncíacos (identificadas con una tribu galesa), los casos (se cree que fueron rebeldes que formaban parte de los catuvelonos), quienes se llamaban originalmente "Casos") y los bíbrocos (que aún no han podido ser identificados).

## Absorción
Cuando los romanos dejaron Britania después de derrotar a los catuvelonos en los alrededores de Londres, los ancalites se encontraron sin aliados. Su tierra natal era fronteriza con los territorios catuvelonos, los trinovantes y los atrebates, indiscutiblemente tres de los más poderosos reinos celtas en Bretaña, y es altamente probable que fueran absorbidos por uno de ellos, probablemente los catuvelonos, durante el gran esfuerzo de expansión de Casivelono después del 55 a. C. Después de esta fecha no hay, ciertamente, ninguna mención de ellos.